# BGL-1000
BGL-1000 – francuska bomba kierowana naprowadzana na cel podświetlony laserem opracowana w latach 80. Jako część bojową wykorzystano bombę burzącą. Armée de l’air zamówiły ok. 100 sztuk bomb BGL-1000. Są one przenoszone przez samoloty SEPECAT Jaguar i Mirage 2000D. Do podświetlania celów służy zasobnik ATLIS II. 